# AIAW Division I (pallavolo)
La AIAW Division I fu il massimo campionato universitario di pallavolo femminile degli Stati Uniti, posto sotto l'egida della AIAW.

## Albo d'oro
| Dal 1969 al 1973 la competizione è denominata DGWS Division I |                     |                |                           |
| 1969-70 Dettagli                                              | Sul Ross State      | UC Los Angeles | San Diego State           |
| 1970-71 Dettagli                                              | Sul Ross State      | CSU Long Beach | Southwest Texas State     |
| 1971-72 Dettagli                                              | UC Los Angeles      | CSU Long Beach | San Fernando Valley State |
| 1972-73 Dettagli                                              | CSU Long Beach      | Brigham Young  | UC Los Angeles            |
| Dal 1973 al 1981 la competizione è denominata AIAW Division I |                     |                |                           |
| 1973 Dettagli                                                 | CSU Long Beach      | Texas Woman's  | UC Santa Barbara          |
| 1974 Dettagli                                                 | UC Los Angeles      | Hawaii         | UC Santa Barbara          |
| 1975 Dettagli                                                 | UC Los Angeles      | Hawaii         | Houston                   |
| 1976 Dettagli                                                 | Southern California | UC Los Angeles | Hawaii                    |
| 1977 Dettagli                                                 | Southern California | Hawaii         | UC Los Angeles            |
| 1978 Dettagli                                                 | Utah State          | UC Los Angeles | Hawaii                    |
| 1979 Dettagli                                                 | Hawaii              | Utah State     | UC Los Angeles            |
| 1980 Dettagli                                                 | Southern California | Pacific        | Hawaii                    |
| 1981 Dettagli                                                 | Texas               | Portland State | Utah State                |

## Palmarès
| Squadra             | Titolo | Stagione            |
| ------------------- | ------ | ------------------- |
| UC Los Angeles      | 3      | 1971-72, 1974, 1975 |
| Southern California | 3      | 1976, 1977, 1980    |
| Sul Ross State      | 2      | 1969-70, 1970-71    |
| CSU Long Beach      | 2      | 1972-73, 1973       |
| Utah State          | 1      | 1978                |
| Hawaii              | 1      | 1979                |
| Texas               | 1      | 1981                |